# مقداد رحيم
مقداد رحيم (1953 -) مؤلف وشاعر وأستاذ جامعي، ولد ببغداد.
عمل في الصحافة محرراً ثقافياً 1977-1979، وكاتباً مشاركاً فيما بعد، زاول التدريس الجامعي، في كلية الآداب جامعة البصرة في العراق 1982-1992، وجامعة التحدي في ليبيا 1992-1996، وفي جامعة غوتنبرغ والجامعة الشعبية في السويد.
عضو اتحاد الكتّاب السويديين، وعضو المجمع اللغوي السويدي، ومنتدى الشعر السويدي.

## مؤلفاته
- النوريات في الشعر الأندلسي.
- نظرية نشأة الموشحات الأندلسية بين العرب والمستشرقين.
- الموشحات في بلاد الشام منذ نشأتها حتى نهاية القرن الثاني عشر الهجري (رسالة ماجستير).
- عروض الموشحات الأندلسية.
- أبحاث في الأدب الأندلسي.
- مصادر التراث الأندلسي من كتاب كشف الظنون.
- اتجاهات نقد الشعر في الأندلس في عصر بني الأحمر (رسالة دكتوراه).
- نقد الشعر في الأندلس.
- رثاء النفس في الشعر الأندلسي.
- له عدة دواوين شعرية.